# 白川町立黒川西小学校
白川町立黒川西小学校（しらかわちょうりつ くろかわにししょうがっこう）は、かつて岐阜県加茂郡白川町にあった公立小学校。

## 概要
- 白川町黒川の西部が校区であった。1971年、黒川東小学校、黒川中小学校と統合。黒川小学校の新設により廃校。
- 校舎は2018年時点では現存し、黒川いこいの家として利用されている。

## 沿革
- 1872年（明治05年） - 博愛義校西支校として開校。
- 1875年（明治08年） - 博愛義校が東、中、及び哲通義校に分立[注釈 1]。
- 1877年（明治10年） - 東、中、及び哲通義校を統合。博愛学校となる。
- 1878年（明治11年） - 博愛学校が分立し、黒川西校が開校。
- 1886年（明治19年） - 黒川西簡易科小学校に改称する。
- 1889年（明治22年） - 町村制により黒川村が発足。
- 1893年（明治26年） - 黒川西尋常小学校に改称する。
- 1925年（大正14年） - 黒川西尋常高等小学校に改称する。
- 1932年（昭和07年） - 校舎（木造2階建）を新築する。
- 1941年（昭和16年）4月1日 - 黒川西国民学校に改称する。
- 1947年（昭和22年）4月1日 - 黒川村立黒川西小学校に改称する。
- 1956年（昭和31年）9月30日 - 白川町、佐見村、黒川村、蘇原村が合併して白川町となる。同時に白川町立黒川西小学校に改称する。
- 1971年（昭和46年）3月 - 統合により廃校。